# Сватання Етайн
Сватання Етайн - (ірл. – «Tochmarc Étaíne») - давня ірландська скела (сага). Під цією назвою до нашого часу дійшло три скели, що відомі по "Книзі бурої корови", де вони наведені не повністю, і по "Жовтій книзі з Лекану" (відповідно написані близько 1100 р. та XV століття). Без сумнівів це копії дуже давніх скел, що віками передавались з уст в уста філідами - професійними поетами, а потім були записані у ранньому середньовіччі ірландськими монахами і нелдноразово копіювалися, зазнаючи певної редакції та церковної цензури. Перша і третя скели під назвою "Сватання Етайн" граюсть роль вступу до циклу скел про верховного короля Ірландії Конайре Великого (Конайре Мора), хоча скела "Сватання Етайн" вважається однією з найважливіших скел давньої Ірландії. Скела "Сватання Етайн" по суті є синтетичною скелою, де три різних скели були об'єднані в одне ціле. І лишається дискусійним питання - чи Етайн цих скел є одним міфологічним персонажем, чи три різних персонажі були об'єднані в один образ. Крім того - в тексті присутні лакуни - текст скел дійшов до нас не в цілісному вигляді - тому з тексту не зрозуміло, чи мова йде про одну Етайн, чи про кількох жінок з однаком ім'ям.

## Зміст скели
Дія скели відбувається одночасно у двох світах - у потойбічному світі, що називається сід і розташований в глибині пагорбів та давніх курганів, де живуть племена Дітей Богині Дану та їх ватажки, і в реальному світі десь приблизно у 82—70 до н. е. (згідно хронології Джеффрі Кітінга). При цьому Етайн в реальному світі не пам'ятає, що з нею діялось у потойбічному світі і навпаки. У потойбічному світі (сіді) Ірландією править король з роду Племен Богині Дану Еохайд Оллатар якого називали за його могутність Дагда. Там же живе жінка Етайн та її чоловік Елкмар. Закохався в неї король Потойбічного світу - Дагда і відправив її чоловіка в далеку подорож, а тим часом жив з нею і мав з нею сина, якого потім сховав і віддав на виховання в дім Мідіра. Далі в тексті відсутній великий фрагмент. І далі розповідається, що Мідір просить у Мак Ока найкращу в світі дівчину як нагороду за якусь заслугу. І як виявилось найкращою дівчиною в Ірландії є Етайн, яка є дочкою короля Уладу Айліля. Мак Ок мусив вирушити до короля Айліля, виконати велику кількість надскладних навдань, щоб нарешті отримати для Мідіра Етайн. Яким чином пов'язана ця Етайн з Етайн про яку мова велась раніше - незрозуміло. У цій скелі також розповідається про події реального світу, в якому Еоху Айрем прийшов до влади в Ірландії і влаштував «Свято Тари» на якому васальні королі регіональних королівств і вожді ірландських племен мали скласти присягу на вірність верховному королю. Повідомляється, що правителями регіональних королівств були тоді Конхобар мак Неса, Мес Гегра, Тігернах Тетбаннах, Ку Рої, Айліль мак Мата Муріск. Головними фортецями верховного короля Еоху Айрема були фортеці Дун Фремайн в королівстві Міде та Дун Фремайн в землі Тетба. Останню король найбільше любив і переважно в ній жив. Але васальні королі і вожді племен відмовились складати присягу верховному королю доти, доки в нього не буде дружини. Вибрав король собі за дружину Етайн дочку Етара. Але як виявилось, Етайн насправді була жінкою з потойбічного світу (сіду), куди в давнину пішло плем’я яке називалось Діти Богині Дану. Вона була вигнана з потойбічного світу через ревнощі Фуамнах – дружини Мідіра. Після свого вигнання з сіду вона отримала нове втілення в родині короля Уладу. Мідір прийшов з потойбічного світу і повідомив Етайн, хто вона насправді і як опинилася у світі людей. Потім Мідір у вигляді воїна з’явився в фортецю Еоху Айрема. Мідір представився як майстер гри в фідхелл (гри, правила якої були забуті ще в давнину, очевидно, щось схоже на шахи), яку король дуже любив і поважав. Король почав грати з Мідіром в фідхелл. Мідір спочатку програв кілька партій і король отримав виграш – коней та виконання низки важких робіт – будування загати на болоті та ін. Але потім король програв Мідіру свою дружину Етайн. Еоху Айрем не захотів віддавати йому свою дружину, але Мідір викрав її користуючись своїми здібностями в магії. Тоді король Еоху Айрем почав шукати свою дружину розриваючи пагорби, де були розташовані сіди – потойбічні світи. Для жителів потойбічного світу – сідів це було неприпустимо і вони погодились повернути Етайн королю, якщо той вгадає, хто його дружина з 50 однакових жінок. Король Еоху Айрем вгадав, хто з них Етайн і вона повернулась до короля. Але потім Мідір знову прийшов до короля і заявив, що насправді він вгадав не справжню Етайн, а її дочку, що є одночасно його дочкою. А на той час король вже мав дочку від тої, кого вважав своєю дружиною. Від сорому за це кровозмішування король наказав слугам відвести дитину в глушину Сліаб Фуайт і вбити її там. Але слуги пошкодували дитину і віддали її пастухам. Потім вона виросла і стала дружиною короля Етерскела і матір’ю верховного короля Ірландії на ймення Конайре Великий. Король Еоху Айрем дуже горював з приводу втрати своєї дружини і такої долі, влаштованої йому жителями потойбічного світу – сідами. Жив він тоді в своїй фортеці Фреман Тетба. Прийшов туди Сігмал – онук Мідіра і син дочки Мідіра Ойкніа і спалив фортецю Фреймайн Тетба вбивши короля Еоху Айрема як помсту за честь свого діда.